# ساسائه تسوریکوما آشی
ساسائه تسوریکوما آشی (به ژاپنی: 支釣込足)-(به انگلیسی: Sasae tsurikomi ashi) یکی از فنون و تکنیک‌های دستهٔ ناگه-وازا رشتهٔ ورزشی جودو است که در زیردستهٔ آشی-وازا دسته‌بندی می‌شود. 